# Cistanthe densiflora
Cistanthe densiflora är en källörtsväxtart som först beskrevs av Barnéoud, och fick sitt nu gällande namn av M.A. Hershkovitz. Cistanthe densiflora ingår i släktet Cistanthe och familjen källörtsväxter. Inga underarter finns listade i Catalogue of Life.